# A Static Lullaby (album)
A Static Lullaby è il terzo album registrato dall'omonima band. È stato pubblicato il 10 ottobre 2006 con la Fearless Records. Questo è anche l'unico album con Jarrod Alexander (batteria) e John Martinez (chitarra/voce).

## Tracce
1. Hang 'Em High – 3:59
2. Contagious – 4:09
3. Annexation Of Puerto Rico – 3:46
4. The Art Of Sharing Lovers – 3:35
5. The Collision – 4:01
6. Trigger Happy Tarantula – 4:07
7. Eager Cannibals – 2:55
8. Life in a Museum – 3:56
9. Stare at the Air – 2:57
10. Static Slumber Party – 3:47
11. Mechanical Heart – 5:50
12. Let Go (Frou Frou cover) – 3:18

## Formazione
- Joe Brown – voce
- Dan Arnold – voce, chitarra
- John Martinez – chitarra, voce
- Dane Poppin – basso, voce
- Jarrod Alexander – batteria